# Standardisering
Standardisering är att skapa gemensamma konventioner eller sätt att arbeta för att det skall fungera smidigt med andra delar.  Sverige deltar i internationell standardisering genom de tre av staten erkända standardiseringsorganen,  Svenska institutet för standarder, SIS,  SEK Svensk Elstandard och ITS, Svenska Informations- och telekommunikationsstandardiseringen. SIS är medlem i de internationella standardiseringsorganisationerna CEN (europeisk) och ISO (global), SEK är medlem i CENELEC och IEC och ITS är medlem i ETSI. Huvudprincipen är att ett standardiseringsprojekt finansieras av de företag, organisationer, myndigheter och andra intressenter som är med och tar fram en viss standard.